# Europaspiele 2019/Teilnehmer (Israel)
| Gelbes Symbol für Goldmedaillen mit stilisierten Olympischen Ringen | Graues Symbol für Silbermedaillen mit stilisierten Olympischen Ringen | Braundes Symbol für Bronzemedaillen mit stilisierten Olympischen Ringen |
| ------------------------------------------------------------------- | --------------------------------------------------------------------- | ----------------------------------------------------------------------- |
| 3                                                                   | 3                                                                     | 1                                                                       |

Israel nahm an den Europaspielen 2019 vom 21. bis 30. Juni 2019 in Minsk mit 15 Athletinnen und 17 Athleten in acht Sportarten teil.

## Medaillen

### Medaillenspiegel
| Rang   | Sportart                   | Gold | Silber | Bronze | Gesamt |
| ------ | -------------------------- | ---- | ------ | ------ | ------ |
| 1      | Rhythmische Sportgymnastik | 2    | 2      | 0      | 4      |
| 2      | Schießen                   | 1    | 0      | 0      | 1      |
| 3      | Judo                       | 0    | 1      | 0      | 1      |
| 4      | Badminton                  | 0    | 0      | 1      | 1      |
| Gesamt | Gesamt                     | 3    | 3      | 1      | 7      |

### Medaillengewinner
| Name/n          | Sportart                   | Wettkampf                 |
| --------------- | -------------------------- | ------------------------- |
| Gold            |                            |                           |
| Linoy Ashram    | Rhythmische Sportgymnastik | Ball                      |
| Linoy Ashram    | Rhythmische Sportgymnastik | Keule                     |
| Sergy Rikhter   | Schießen                   | 10 m Luftgewehr           |
| Silber          |                            |                           |
| Linoy Ashram    | Rhythmische Sportgymnastik | Einzelmehrkampf           |
| Linoy Ashram    | Rhythmische Sportgymnastik | Band                      |
| Li Kochman      | Judo                       | Mittelgewicht (bis 90 kg) |
| Bronze          |                            |                           |
| Misha Zilberman | Badminton                  | Einzel                    |

## Teilnehmer nach Sportarten

### Badminton
| Athleten                             | Wettbewerb | Gruppenphase                             | Gruppenphase | Gruppenphase | Gruppenphase | Achtelfinale   | Achtelfinale | Viertelfinale | Viertelfinale | Halbfinale      | Halbfinale    | Finale        | Finale        | Rang   |
| Athleten                             | Wettbewerb | Gegner                                   | Ergebnis     | Punkte       | Rang         | Gegner         | Ergebnis     | Gegner        | Ergebnis      | Gegner          | Ergebnis      | Gegner        | Ergebnis      | Rang   |
| ------------------------------------ | ---------- | ---------------------------------------- | ------------ | ------------ | ------------ | -------------- | ------------ | ------------- | ------------- | --------------- | ------------- | ------------- | ------------- | ------ |
| Frauen                               |            |                                          |              |              |              |                |              |               |               |                 |               |               |               |        |
| Ksenia Polikarpova                   | Einzel     | Lilit Poghosjan                          | 2:0          | 2:1          |              | Mia Blichfeldt | 2:1          | ausgeschieden | ausgeschieden | ausgeschieden   | ausgeschieden | ausgeschieden | ausgeschieden | 9      |
| Ksenia Polikarpova                   | Einzel     | Line Kjærsfeldt                          | 0:2          | 2:1          |              | Mia Blichfeldt | 2:1          | ausgeschieden | ausgeschieden | ausgeschieden   | ausgeschieden | ausgeschieden | ausgeschieden | 9      |
| Ksenia Polikarpova                   | Einzel     | Vlada Ginga                              | 2:0          | 2:1          |              | Mia Blichfeldt | 2:1          | ausgeschieden | ausgeschieden | ausgeschieden   | ausgeschieden | ausgeschieden | ausgeschieden | 9      |
| Männer                               |            |                                          |              |              |              |                |              |               |               |                 |               |               |               |        |
| Misha Zilberman                      | Einzel     | Miha Ivanič                              | 2:0          | 3:0          | 1            | Gergely Krausz | 2:0          | Mark Caljouw  | 2:1           | Anders Antonsen | 2:0           | -             | -             | Bronze |
| Misha Zilberman                      | Einzel     | Rosario Maddaloni                        | 2:0          | 3:0          | 1            | Gergely Krausz | 2:0          | Mark Caljouw  | 2:1           | Anders Antonsen | 2:0           | -             | -             | Bronze |
| Misha Zilberman                      | Einzel     | Eetu Heino                               | 2:0          | 3:0          | 1            | Gergely Krausz | 2:0          | Mark Caljouw  | 2:1           | Anders Antonsen | 2:0           | -             | -             | Bronze |
| Mixed                                |            |                                          |              |              |              |                |              |               |               |                 |               |               |               |        |
| Svetlana Zilberman / Misha Zilberman | Doppel     | Robin Tabeling / Selena Piek             | 2:0          | 0:3          | 4            | −              | −            | ausgeschieden | ausgeschieden | ausgeschieden   | ausgeschieden | ausgeschieden | ausgeschieden | 9      |
| Svetlana Zilberman / Misha Zilberman | Doppel     | Magdalena Świerczyńska / Paweł Śmiłowski | 0:2          | 0:3          | 4            | −              | −            | ausgeschieden | ausgeschieden | ausgeschieden   | ausgeschieden | ausgeschieden | ausgeschieden | 9      |
| Svetlana Zilberman / Misha Zilberman | Doppel     | Isabel Herttrich / Mark Lamsfuß          | WO           | 0:3          | 4            | −              | −            | ausgeschieden | ausgeschieden | ausgeschieden   | ausgeschieden | ausgeschieden | ausgeschieden | 9      |

### Bogenschießen

#### Recurve
| Athleten    | Wettbewerb | Platzierungsrunde | Platzierungsrunde | 1. Runde (64er)  | 1. Runde (64er) | 2. Runde (32er) | 2. Runde (32er) | Achtelfinale  | Achtelfinale  | Viertelfinale | Viertelfinale | Halbfinale    | Halbfinale    | Finale        | Finale        | Rang |
| Athleten    | Wettbewerb | Ringe             | Rang              | Gegner           | Ergebnis        | Gegner          | Ergebnis        | Gegner        | Ergebnis      | Gegner        | Ergebnis      | Gegner        | Ergebnis      | Gegner        | Ergebnis      | Rang |
| ----------- | ---------- | ----------------- | ----------------- | ---------------- | --------------- | --------------- | --------------- | ------------- | ------------- | ------------- | ------------- | ------------- | ------------- | ------------- | ------------- | ---- |
| Männer      |            |                   |                   |                  |                 |                 |                 |               |               |               |               |               |               |               |               |      |
| Itay Shanny | Einzel     | 639               | 34                | Pavel Dalidovich | 2 : 6           | ausgeschieden   | ausgeschieden   | ausgeschieden | ausgeschieden | ausgeschieden | ausgeschieden | ausgeschieden | ausgeschieden | ausgeschieden | ausgeschieden | 33   |

### Boxen
| Athleten         | Wettbewerb                     | 1. Runde (32er) | 1. Runde (32er) | Achtelfinale         | Achtelfinale | Viertelfinale         | Viertelfinale | Halbfinale    | Halbfinale    | Finale        | Finale        | Rang |
| Athleten         | Wettbewerb                     | Gegner          | Ergebnis        | Gegner               | Ergebnis     | Gegner                | Ergebnis      | Gegner        | Ergebnis      | Gegner        | Ergebnis      | Rang |
| ---------------- | ------------------------------ | --------------- | --------------- | -------------------- | ------------ | --------------------- | ------------- | ------------- | ------------- | ------------- | ------------- | ---- |
| Männer           |                                |                 |                 |                      |              |                       |               |               |               |               |               |      |
| Ahmad Shtwi      | Halbweltergewicht bis 64 kg    | −               | −               | Shpëtim Bajoku       | 4:1          | Alexandros Tsanikidis | 2:3           | ausgeschieden | ausgeschieden | ausgeschieden | ausgeschieden | 5    |
| Miroslav Kapuler | Weltergewicht bis 69 kg        | −               | −               | Yauheni Dauhaliavets | RSC-I R1     | ausgeschieden         | ausgeschieden | ausgeschieden | ausgeschieden | ausgeschieden | ausgeschieden | 9    |
| David Alaverdian | Leichtfliegengewicht bis 49 kg | −               | −               | Rüfət Hüseynov       | 0:4          | ausgeschieden         | ausgeschieden | ausgeschieden | ausgeschieden | ausgeschieden | ausgeschieden | 9    |

Mikhael Ostroumov kam nicht zum Einsatz.

### Radsport

#### Straße
| Athleten         | Wettbewerb       | Zeit         | Rang |
| ---------------- | ---------------- | ------------ | ---- |
| Frauen           |                  |              |      |
| Rotem Gafinovitz | Straßenrennen    | 3:09:36 h    | 65   |
| Rotem Gafinovitz | Einzelzeitfahren | 38:42,58 min | 9    |
| Männer           |                  |              |      |
| Itamar Einhorn   | Straßenrennen    | 4:10:58 h    | 27   |
| Itamar Einhorn   | Einzelzeitfahren | 36:47,23 min | 27   |
| Roy Goldstein    | Straßenrennen    | 4:10:58 h    | 29   |

### Ringen
| Athleten        | Wettbewerb            | Achtelfinale  | Achtelfinale | Viertelfinale               | Viertelfinale | Halbfinale    | Halbfinale    | Finale        | Finale        | Rang |
| Athleten        | Wettbewerb            | Gegner        | Ergebnis     | Gegner                      | Ergebnis      | Gegner        | Ergebnis      | Gegner        | Ergebnis      | Rang |
| --------------- | --------------------- | ------------- | ------------ | --------------------------- | ------------- | ------------- | ------------- | ------------- | ------------- | ---- |
| Männer          |                       |               |              |                             |               |               |               |               |               |      |
| Uri Kalashnikov | Freier Stil bis 86 kg | Ali Schabanau | 2:5          | Hoffnungsrunde: Fatih Erdin | 0:12          | ausgeschieden | ausgeschieden | ausgeschieden | ausgeschieden | 5    |

### Schießen
| Athleten                   | Wettbewerb                           | Qualifikation  | Qualifikation | Finale         | Finale        | Rang |
| Athleten                   | Wettbewerb                           | Ringe/Scheiben | Rang          | Ringe/Scheiben | Rang          | Rang |
| -------------------------- | ------------------------------------ | -------------- | ------------- | -------------- | ------------- | ---- |
| Frauen                     |                                      |                |               |                |               |      |
| Tal Engler                 | 10 m Luftgewehr                      | 625,0          | 12            | ausgeschieden  | ausgeschieden | 12   |
| Tal Engler                 | 50 m Kleinkaliber Dreistellungskampf | 1153           | 21            | ausgeschieden  | ausgeschieden | 21   |
| Männer                     |                                      |                |               |                |               |      |
| Sergy Rikhter              | 10 m Luftgewehr                      | 628,8          | 5             | 250,8          | 1             | Gold |
| Mixed                      |                                      |                |               |                |               |      |
| Tal Engler / Sergy Rikhter | 10 m Luftpistole                     | 623,9          | 9             | ausgeschieden  | ausgeschieden | 9    |